# 原範行
原 範行（はら のりゆき、1929年1月14日 - 2018年4月23日）は、日本の実業家。ホテルニューグランド代表取締役会長兼社長や、横浜グランドインターコンチネンタルホテル取締役会長、日本ホテル協会会長などを歴任した。

## 人物・経歴
フランス共和国パリ生まれ。1953年東京工業大学（現東京科学大学）金属工学科卒業、日産自動車入社。1971年原地所部を原地所に改組し、原地所代表取締役社長就任。1979年ホテルニューグランド取締役。1983年ホテルニューグランド代表取締役社長。1991年横浜グランドインターコンチネンタルホテル取締役会長。
1999年日本ホテル協会会長。2000年横浜文化賞受賞。同年横浜商工会議所副会頭。2001年上野トランステック取締役。2003年ホテルニューグランド代表取締役会長。2004年旭日中綬章受章。
2011年ホテルニューグランド代表取締役会長兼社長。2013年ホテルニューグランド代表取締役会長。2014年原地所代表取締役会長。横浜観光コンベンション・ビューロー理事、三渓園保勝会理事等も歴任した。2018年肺炎により死去。

## 親族・姻族
父は吉岡範武元バチカン大使。青木周蔵元外務大臣や、杉孫七郎元皇太后宮大夫は曾祖父。吉岡範策元海軍中将は祖父。原富太郎の孫と結婚し原家に入った。セコム取締役や一橋大学監事などの原美里は娘で、原信造原地所社長の妻。